# Hoplia surata
Hoplia surata är en skalbaggsart som beskrevs av Bates 1887. Hoplia surata ingår i släktet Hoplia och familjen Melolonthidae. Inga underarter finns listade i Catalogue of Life.